# Robert Rossen
Cet article possède un paronyme, voir Robert Hossein.
Robert Rossen est un réalisateur américain né le 16 mars 1908 à New York et mort le 18 février 1966 à Hollywood. Il est un des grands réalisateurs américains de l'après-guerre.
Dans les années 1950, il fut une des victimes du maccarthysme et inscrit sur la liste noire du cinéma. Néanmoins, ce sympathisant communiste trahira la cause lors de la fameuse chasse aux sorcières et livrera en 1953 une cinquantaine de noms à la « commission des activités anti-américaines » afin de retrouver passeport et travail.

## Biographie

### Jeunesse
Issu d'une famille d'immigrés juifs russes, Robert Rossen grandit dans le Lower East Side à New York. Alors qu'il étudie à l'université de New York, il participe à des combats de boxe illégaux et monte des arnaques au billard, escroqueries qui inspireront ses deux films Sang et Or et L'Arnaqueur.

### Débuts au théâtre
Il commence sa carrière comme metteur en scène dans des petites productions théâtrales d'Off-Broadway, principalement dans le théâtre social et radical en vogue au début des années 1930. Il dirige notamment The Tree (1932) de Richard Maibaum à propos de lynchage, et Birthright (1933), pièce de Maibaum dans laquelle il s'attaque au nazisme, alors qu'Adolf Hitler vient d'être élu.
En 1935, Rossen écrit et dirige sa première pièce, The Body Beautiful, une comédie sur une danseuse burlesque. Bien que la pièce n'ait été jouée que quatre fois, Mervyn LeRoy, dirigeant de Warner Bros., est si impressionné qu'en 1936 il l'engage comme scénariste.

### Carrière à Hollywood
Rossen est crédité pour la première fois en tant que co-scénariste, avec Abem Finkel, du film de Lloyd Bacon Femmes marquées ; le scénario, tiré de l'histoire du gangster Lucky Luciano, est bien accueilli par Jack Warner et le Daily Worker. Son premier scénario seul est celui de La ville gronde de Mervyn LeRoy, inspiré par le lynchage de Leo Frank.
Rossen co-écrit en 1939 le scénario de Jeunesse triomphante, narrant l'histoire d'un homme acquitté par la justice avec l'aide d'un avocat et d'un journaliste, ce dernier arguant que « des millions d'hommes dans le pays » sont dans sa situation. Warner Bros. ordonne au producteur Lou Edelman de modifier le script, au motif que « cette histoire concerne deux individus, et pas un groupe. C'est un problème individuel, pas national. »
Le Vaisseau fantôme (1941), tiré du roman éponyme de Jack London, doit beaucoup au travail de réécriture de Rossen : le personnage du capitaine Larsen, symbole du fascisme, est à la fois victime et oppresseur au sein d'une hiérarchie capitaliste ; tandis que le héros est montré comme un bosco intellectuel et rebelle. Warner Bros. coupe une bonne partie du contenu politique du film pendant la production.
Le Screen Writers Guild organise le 8 décembre 1941, le lendemain de l'attaque de Pearl Harbor, la « Hollywood Writers Mobilization » visant à impliquer les scénaristes dans l'effort de guerre. Rossen en est président jusqu'en 1944. Il milite également pour l'ouverture d'un second front, afin d'aider la Résistance de l'Europe de l'Ouest contre les nazis. Son implication dans cette mobilisation, ainsi que dans le parti communiste, le contraignent à abandonner des projets en cours, comme Le Trésor de la Sierra Madre, que John Huston réalisera finalement en 1948.
En 1945, Rossen participe à un piquet de grève contre Warner Bros. Il signe avec une maison de production indépendante créée par Hal Wallis, ancien chef de production à Warner, pour laquelle il écrit deux scénarios, celui de L'Emprise du crime (1946) et de La Furie du désert (1947). Recevant d'autres propositions de producteurs, Rossen arrête sa collaboration avec Wallis.
Rossen réalise son premier film en 1947 pour Columbia Pictures, L'Heure du crime. Ce film met en scène Dick Powell, crooner reconverti en acteur, qui a insisté pour que le film soit réalisé par Rossen. Roberts Productions propose ensuite à Rossen de réaliser Sang et Or, sur un scénario d'Abraham Polonsky. Après le succès de ce film, Rossen fonde sa société de production et signe avec Columbia Pictures un contrat lui offrant une grande liberté.
Les Fous du roi (1949), d'après le livre de Robert Penn Warren, s'inspire de la carrière de l'homme politique Huey Long. Rossen introduit l'idée selon laquelle les défenseurs des gens ordinaires peuvent devenir leurs exploiteurs. Harry Cohn, de la Columbia, exige de Rossen qu'il écrive une lettre déclarant qu'il n'appartient plus au parti communiste. Cohn fait changer une partie de la structure du récit, selon lui trop complexe pour les spectateurs, et demande de développer les motivations et relations entre les personnages. Après que le Parti communiste de Los Angeles ait sévèrement critiqué le film, Rossen coupe tout contact avec eux. Les Fous du roi reçoit plusieurs prix : Oscar du meilleur film, Oscar du meilleur acteur pour Broderick Crawford, Oscar de la meilleure actrice dans un second rôle pour Mercedes McCambridgeainsi que le Golden Globe du meilleur réalisateur et celui du meilleur film.
Réalisé en 1950, La Corrida de la peur sort en 1951. C'est son dernier film avec la Columbia avant d'être « blacklisté ».

### Enquête de la HUAC
À la fin de la Seconde Guerre mondiale, la frange la plus à droite des États-Unis, que son isolationnisme pro-fasciste[réf. nécessaire] a opposé à l'entrée en guerre des États-Unis, désire toujours contrôler et punir les artistes, plutôt orientés à gauche, qui ont largement apporté leur soutien à Churchill et Roosevelt,. En 1946, le Parti républicain remporte une très large majorité à la Chambre des représentants et ravive alors les comités ayant échoué à arrêter les artistes anti-fascistes avant la guerre. La victoire communiste en Chine en 1949 et le début de la Guerre de Corée en 1950 renforce par ailleurs l'hystérie anti-communiste.
Au cours d'auditions en 1947, Jack Warner dénonce Rossen comme étant un des nombreux scénaristes de gauche embauchés à la Warner, alors le studio le plus ouvertement anti-Nazi. Jack Warner accuse Rossen de se servir de ses scénarios pour diffuser de la propagande communiste, et explique que c'est la raison pour laquelle il a été licencié (alors que ce licenciement est plutôt lié à ses actions syndicales).
Rossen est un des 19 « témoins hostiles » convoqués par la House Un-American Activities Committee (« Commission sur les activités antiaméricaines », HUAC) en octobre 1947 lors de la seconde peur rouge, mais il fait partie des 8 à n'avoir pas témoigné.
Il invoque alors son droit au silence au nom du cinquième amendement, déclarant simplement ne pas appartenir au Parti communiste, mais refuse de répondre quand on lui demande s'il en a fait partie par le passé,. Il est placé sur la liste noire non officielle des studios hollywoodiens et Columbia rompt son contrat avec lui.
Son impossibilité de travailler ainsi que le refus du département d'État de renouveler son passeport pousse Rossen à venir témoigner devant la HUAC en mai 1953, tout comme son ami l'ancien communiste Elia Kazan. Il accuse alors 57 personnes d'être communistes,. Stephen Rossen expliquera plus tard ce qui a poussé son père à prendre cette décision :

« Ça l'a tué de ne pas travailler. Il était tiraillé entre son désir de tourner et son refus de parler, il ne savait pas quoi faire. Même s'il ne l'a pas formulé, je pense qu'il se demandait ce que je penserais de lui s'il parlait. Il a fini par m'expliquer les enjeux politiques, la complicité des studios, qu'il n'y avait aucune chance qu'il s'en sorte. Il était sous pression, il était malade, il avait du diabète, et il buvait. Il avait refusé de parler, et il me semblait qu'il purgeait sa peine. Qu'est-ce que je pouvais dire, à part « je t'aime et je suis avec toi » ? »

Tout comme celui d'Elia Kazan, le témoignage de Robert Rossen ruine de longues amitiés et des dizaines de carrières. Tandis que Kazan continuera à tourner et à connaître le succès, la carrière de Rossen ne s'en remettra jamais.

### Retour à la réalisation
Financièrement en difficulté après ses presque deux ans de chômage forcé, Robert Rossen écrit Mambo entre 1952 et 1953. Dans l'obligation de le produire en Italie, le film sort dans ce pays en 1954 puis en 1955 aux États-Unis. Le film, que des remontages à la suite d'avant-premières mitigées a rendu compliqué, est mal accueilli par la critique.
Bien que Rossen espère que Alexandre le Grand (1956) soit un grand succès, c'est un échec critique et public.
En 1959, il tourne Ceux de Cordura, un western psychologique où il explore le thème de la culpabilité, la question de la lâcheté et du courage, exorcisant ses propres démons à la suite de la trahison qui fut la sienne devant la commission des activités antiaméricaines.
En 1961, Rossen co-écrit, produit et dirige L'Arnaqueur. S'inspirant de sa propre expérience, il s'associe à Sidney Carroll (en) pour adapter le roman éponyme de Walter Tevis. L'Arnaqueur est nommé à 9 Oscars et en remporte deux, celui de la meilleure photographie en noir et blanc et celui de la meilleure direction artistique en noir et blanc. L'Arnaqueur est un gros succès populaire, dont on dit qu'il a remis à la mode le billard, délaissé depuis des décennies.
Rossen est déjà malade quand il entame son dernier film, Lilith, mal reçu aux États-Unis. Il perd l'envie de réaliser, semble-t-il à la suite des conflits avec Warren Beatty, la star de Lilith. Au moment de sa mort, Rossen préparait pourtant Cocoa Beach, sur un scénario écrit en 1962.

## Filmographie

### Réalisateur
- 1947 : L'Heure du crime (Johnny O'Clock)
- 1947 : Sang et or (Body and Soul)
- 1949 : Les Fous du roi (All the King's Men)
- 1951 : La Corrida de la peur (The Brave Bulls)
- 1954 : Mambo
- 1956 : Alexandre le Grand (Alexander the great)
- 1957 : Une île au soleil (Island in the Sun)
- 1959 : Ceux de Cordura (They came to Cordura)
- 1961 : L'Arnaqueur (The Hustler)
- 1964 : Lilith

### Scénariste
- 1937 : Femmes marquées (Marked Woman) de Lloyd Bacon
- 1937 : La ville gronde (They won't forget) de Mervyn LeRoy
- 1938 : Menaces sur la ville (Racket Busters) de Lloyd Bacon
- 1939 : Les Fantastiques Années 20 (The Roaring Twenties) de Raoul Walsh
- 1939 : Jeunesse triomphante (Dust Be My Destiny) de Lewis Seiler
- 1939 : A Child Is Born de Lloyd Bacon
- 1941 : Le Vaisseau fantôme (The Sea Wolf) de Michael Curtiz
- 1941 : Blues in the Night d'Anatole Litvak
- 1941 : Out of the Fog d'Anatole Litvak
- 1943 : L'Ange des ténèbres (Edge of Darkness) de Lewis Milestone
- 1945 : Le Commando de la mort (Walk in the Sun) de Lewis Milestone
- 1946 : L'Emprise du crime (The Strange Love of Martha Ivers) de Lewis Milestone
- 1947 : La Furie du désert de Lewis Allen
- 1949 : Les Fous du roi (All the King's Men)
- 1954 : Mambo
- 1959 : Ceux de Cordura (They came to Cordura)
- 1961 : L'Arnaqueur (The Hustler)
- 1964 : Lilith

### Producteur
- 1949 : Les Fous du roi (All the King's Men)
- 1956 : Alexandre le Grand (Alexander the great)
- 1961 : L'Arnaqueur (The Hustler)
- 1964 : Lilith

## Récompenses

### Oscar
- 1950 : Nomination Meilleur réalisateur pour les Fous du roi
- 1962 : Nomination Meilleur réalisateur pour l'Arnaqueur